# Manolo Flores
Manuel Flores Sánchez (Mérida, Badajoz, 23 de julio de 1951) es un exjugador y entrenador de baloncesto español actualmente sin equipo. Se trasladó a vivir de pequeño a Cataluña, donde se inició en el mundo del baloncesto. Destacó como jugador del F. C. Barcelona, club en el que militó durante 14 temporadas como jugador, y en el que posteriormente inició su carrera como entrenador. 
Estuvo considerado uno de los mejores jugadores españoles de los años 70. Jugaba de alero y destacaba por su rapidez en el contraataque, buen tiro exterior y, sobre todo, por su gran personalidad en el campo. Su capacidad de liderazgo le llevó a ser el capitán del F. C. Barcelona durante la segunda mitad de los años 70 hasta su retirada, al finalizar la temporada 1983-1984.
Su calidad le llevó a jugar un total de 128 partidos oficiales con la selección nacional de baloncesto de España. Participó en la consecución de la medalla de plata conseguida por la selección en el Eurobasket de Barcelona de 1973. También jugó en una ocasión con la selección europea. 
En 1984, retirado ya como jugador, inició su carrera de entrenador, que le ha llevado a dirigir al primer equipo del F. C. Barcelona en diversas ocasiones. En su primera temporada como técnico del Barcelona conquistó la Recopa de Europa de Baloncesto y el Mundial de Clubs de Baloncesto. Posteriormente ha dirigido a otros conjuntos como el Cáceres CB, con el que llegó a ser subcampeón de la Copa del Rey de Baloncesto en 1997.

## Trayectoria como jugador

### Clubes
- CB L'Hospitalet (Segunda División): 1967-1968.
- RCD Español (Segunda División): 1968-1970. 1969-1970 (primera división)
- F. C. Barcelona: 1970-1983.

### Selección Española
Fue 128 veces internacional entre 1972 y 1981. Debutó el 17 de julio de 1972 en un partido amistoso frente a Argentina (España 68- Argentina 58) disputado en Sao Paolo (Brasil). Su último partido tuvo lugar el 5 de junio de 1981 frente a Checoslovaquia (España 90-Checoslovaquia 101). 

### Palmarés como jugador
- 2 Liga española de baloncesto: 1981, 1983, con el F. C. Barcelona.
- 6 Copa del Rey de Baloncesto: 1978, 1979, 1980, 1981, 1982, 1983.
- Campeón de España de Segunda División con el RCD Español en la temporada 1969-1970.
- 1 Medalla de Plata en el Eurobasket de Barcelona de 1973, con la selección española.

## Trayectoria como entrenador

### Clubes
- F. C. Barcelona:

- 1983-1984: Segundo entrenador, ayudante de Antoni Serra.
- 1984-1985: Primer entrenador desde el 17 de enero de 1985, en la jornada 22, cuando se hace cargo del equipo sustituyendo a Antoni Serra, hasta final de temporada.
- 1985-1990: Segundo entrenador, ayudante de Aíto García Reneses.
- 1990-1991: Segundo entrenador, ayudante de Bozidar Maljkovic.
- 1991-1992: Primer entrenador desde el 22 de noviembre de 1991, hasta final de temporada, sustituyendo a Bozidar Maljkovic.

- CB Cornellà (1.ª División): 1992-1993.
- Cáceres CB: 1993-1997.
- Recreativos Orenes Murcia (LEB): 1998-2000.
- F. C. Barcelona: 2005.

### Palmarés como entrenador
- Subcampeón de la Copa del Rey de Baloncesto con el Cáceres CB en la temporada 1996-1997.
- 1 Recopa de Europa de Baloncesto:  1984-1985, con el F. C. Barcelona.
- 1 Mundial de Clubs de Baloncesto: 1984-1985, con el F. C. Barcelona.
- Campeón de la Primera División: 1992-1993, con el CB Cornellà.